# Isertia
Isertia es un género con 33 especies de plantas con flores perteneciente a la familia Rubiaceae.
Es nativo de América del Sur. 

## Especies seleccionadas
- Isertia alba
- Isertia breviflora
- Isertia bullata
- Isertia coccinea
- Isertia commutata
- Isertia deamii
- Isertia flava
- Isertia verrucosa (Humb. & Bonpl.) Standl. - cassupo[2]

## Sinonimia
- Isartia,
- Cassupa Humb. & Bonpl. (1808).
- Phosanthus Raf. (1820).
- Brignolia DC. (1830).
- Bruinsmania Miq. (1843).
- Creatantha Standl. (1931).
- Yutajea Steyerm. (1987).[3]